# Amphisbetia minuta
Amphisbetia minuta är en nässeldjursart som först beskrevs av V.S. Bale 1882.  Amphisbetia minuta ingår i släktet Amphisbetia och familjen Sertulariidae. Inga underarter finns listade i Catalogue of Life.